# Asian Five Nations 2008
Asian Five Nations 2008 war ein Wettbewerb für asiatische Nationalmannschaften in der Sportart Rugby Union. Es handelte sich um die 21. Ausgabe der vom Verband Asia Rugby organisierten Rugby-Union-Asienmeisterschaft. Beteiligt waren 25 Mannschaften, die in drei Divisionen und in vier Regionaldivisionen gegeneinander antraten. Japan gewann zum 16. Mal den Asienmeistertitel.

## Top 5

### Tabelle
|    | Land       | Spiele | Siege | Unent. | Ndlg. | Spiel- punkte | Diff. | Bonus- punkte | Tabellen- punkte |
| -- | ---------- | ------ | ----- | ------ | ----- | ------------- | ----- | ------------- | ---------------- |
| 1. | Japan      | 4      | 4     | 0      | 0     | 310:58        | + 252 | 4             | 24               |
| 2. | Südkorea   | 4      | 3     | 0      | 1     | 150:104       | + 46  | 3             | 18               |
| 3. | Hongkong   | 4      | 2     | 0      | 2     | 96:154        | − 58  | 1             | 11               |
| 4. | Kasachstan | 4      | 1     | 0      | 3     | 100:172       | − 72  | 2             | 7                |
| 5. | Arabien    | 4      | 0     | 0      | 4     | 65:233        | − 168 | 1             | 1                |

5 Punkte für Sieg, 3 Punkte für Unentschieden, 1 Bonuspunkt bei vier oder mehr Versuchen, 1 Bonuspunkt bei Niederlage mit weniger als sieben Zählern Differenz.

### Ergebnisse
| 26. April 2008 | Südkorea | 17 : 39 | Japan | Incheon-Munhak-Stadion, Incheon |
| 26. April 2008 |          |         |       | Incheon-Munhak-Stadion, Incheon |

| 26. April 2008 | Arabien | 12 : 20 | Hongkong | Scheich-Khalifa-International-Stadion, al-Ain |
| 26. April 2008 |         |         |          | Scheich-Khalifa-International-Stadion, al-Ain |

| 3. Mai 2008 | Japan | 114 : 6 | Arabien | Hanazono-Rugbystadion, Higashiōsaka |
| 3. Mai 2008 |       |         |         | Hanazono-Rugbystadion, Higashiōsaka |

| 3. Mai 2008 | Hongkong | 23 : 17 | Kasachstan | Hong Kong Football Club Stadium, Hongkong |
| 3. Mai 2008 |          |         |            | Hong Kong Football Club Stadium, Hongkong |

| 9. Mai 2008 | Arabien | 20 : 43 | Südkorea | Doha Rugby Football Centre, Doha |
| 9. Mai 2008 |         |         |          | Doha Rugby Football Centre, Doha |

| 11. Mai 2008 | Kasachstan | 6 : 82 | Japan | Zentralstadion Almaty, Almaty |
| 11. Mai 2008 |            |        |       | Zentralstadion Almaty, Almaty |

| 18. Mai 2008 | Japan | 75 : 29 | Hongkong | Denka Big Swan Stadium, Niigata |
| 18. Mai 2008 |       |         |          | Denka Big Swan Stadium, Niigata |

| 18. Mai 2008 | Südkorea | 40 : 21 | Kasachstan | Dongdaemun-Stadion, Seoul |
| 18. Mai 2008 |          |         |            | Dongdaemun-Stadion, Seoul |

| 24. Mai 2008 | Kasachstan | 56 : 27 | Arabien | Taldyqorghan |
| 24. Mai 2008 |            |         |         | Taldyqorghan |

| 24. Mai 2008 | Hongkong | 24 : 50 | Südkorea | King’s Park Sports Ground, Hongkong |
| 24. Mai 2008 |          |         |          | King’s Park Sports Ground, Hongkong |

### Die besten Spieler
|   | Name             | Versuche | Land  |
| - | ---------------- | -------- | ----- |
| 1 | Bryce Robins     | 7        | Japan |
| 2 | Hirotoki Onozawa | 6        | Japan |
| 3 | Takuro Miuchi    | 5        | Japan |

|   | Name           | Punkte | Land       |
| - | -------------- | ------ | ---------- |
| 1 | Maxim Lifontow | 55     | Kasachstan |
| 2 | James Arlidge  | 51     | Japan      |
| 3 | Hong Jun-ki    | 36     | Südkorea   |

## Division 1
|    | Land      | Spiele | Siege | Unent. | Ndlg. | Spiel- punkte | Diff. | Punkte |
| -- | --------- | ------ | ----- | ------ | ----- | ------------- | ----- | ------ |
| 1. | Singapur  | 2      | 1     | 1      | 0     | 43:42         | + 1   | 8      |
| 2. | Taiwan    | 2      | 1     | 0      | 1     | 150:104       | + 46  | 7      |
| 3. | Sri Lanka | 2      | 0     | 1      | 1     | 96:154        | − 58  | 3      |
| 4. | VR China  | 2      | 0     | 0      | 2     | 100:172       | − 72  | 0      |

5 Punkte für Sieg, 3 Punkte für Unentschieden, 1 Bonuspunkt bei vier oder mehr Versuchen, 1 Bonuspunkt bei Niederlage mit weniger als sieben Zählern Differenz.
Ergebnisse
| 11. November 2008 | Sri Lanka | 20 : 20 | Singapur | Tainan Rugby Park, Tainan |
| 11. November 2008 |           |         |          | Tainan Rugby Park, Tainan |

| 11. November 2008 | Taiwan | abgesagt | VR China | Tainan Rugby Park, Tainan |
| 11. November 2008 |        |          |          | Tainan Rugby Park, Tainan |

| 13. November 2008 | Sri Lanka | abgesagt | VR China | Tainan Rugby Park, Tainan |
| 13. November 2008 |           |          |          | Tainan Rugby Park, Tainan |

| 11. November 2008 | Taiwan | 22 : 23 | Singapur | Tainan Rugby Park, Tainan |
| 11. November 2008 |        |         |          | Tainan Rugby Park, Tainan |

| 15. November 2008 | Singapur | abgesagt | VR China | Tainan Rugby Park, Tainan |
| 15. November 2008 |          |          |          | Tainan Rugby Park, Tainan |

| 15. November 2008 | Taiwan | 35 : 23 | Sri Lanka | Tainan Rugby Park, Tainan |
| 15. November 2008 |        |         |           | Tainan Rugby Park, Tainan |

## Division 2
Halbfinale
| 11. Juni 2008 | Malaysia | 30 : 5 | Pakistan | Bangkok |
| 11. Juni 2008 |          |        |          | Bangkok |

| 11. Juni 2008 | Thailand | 30 : 22 | Indien | Bangkok |
| 11. Juni 2008 |          |         |        | Bangkok |

Spiel um Platz 3
| 14. Juni 2008 | Pakistan | 0 : 92 | Indien | Bangkok |
| 14. Juni 2008 |          |        |        | Bangkok |

Finale
| 14. Juni 2008 | Thailand | 30 : 7 | Malaysia | Bangkok |
| 14. Juni 2008 |          |        |          | Bangkok |

Turniersieger Thailand steigt in die Division 1 auf.

## Regionale Divisionen

### Südostasien
|    | Land       | Spiele | Siege | Unent. | Ndlg. | Spiel- punkte | Diff. | Punkte |
| -- | ---------- | ------ | ----- | ------ | ----- | ------------- | ----- | ------ |
| 1. | Indonesien | 2      | 2     | 0      | 0     | 78:14         | + 64  | 10     |
| 2. | Laos       | 2      | 1     | 0      | 1     | 44:23         | + 21  | 5      |
| 3. | Kambodscha | 2      | 0     | 0      | 2     | 3:88          | − 85  | 0      |

5 Punkte für Sieg, 3 Punkte für Unentschieden, 1 Bonuspunkt bei vier oder mehr Versuchen, 1 Bonuspunkt bei Niederlage mit weniger als sieben Zählern Differenz.
Ergebnisse
| 12. Juli 2008 | Laos | 33 : 0 | Kambodscha | Pelita-Harapan-Universität, Jakarta |
| 12. Juli 2008 |      |        |            | Pelita-Harapan-Universität, Jakarta |

| 15. Juli 2008 | Indonesien | 33 : 11 | Laos | Pelita-Harapan-Universität, Jakarta |
| 15. Juli 2008 |            |         |      | Pelita-Harapan-Universität, Jakarta |

| 19. Juli 2008 | Indonesien | 55 : 3 | Kambodscha | Pelita-Harapan-Universität, Jakarta |
| 19. Juli 2008 |            |        |            | Pelita-Harapan-Universität, Jakarta |

### Pazifik-Asien
|    | Land        | Spiele | Siege | Unent. | Ndlg. | Spiel- punkte | Diff. | Punkte |
| -- | ----------- | ------ | ----- | ------ | ----- | ------------- | ----- | ------ |
| 1. | Philippinen | 2      | 2     | 0      | 0     | 121:8         | + 113 | 10     |
| 2. | Guam        | 2      | 1     | 0      | 1     | 82:20         | + 62  | 5      |
| 3. | Brunei      | 2      | 0     | 0      | 2     | 0:175         | − 175 | 0      |

5 Punkte für Sieg, 3 Punkte für Unentschieden, 1 Bonuspunkt bei vier oder mehr Versuchen, 1 Bonuspunkt bei Niederlage mit weniger als sieben Zählern Differenz.
Ergebnisse
| 28. Juni 2008 | Guam | 74 : 0 | Brunei | Wettengel Rugby Field, Dededo |
| 28. Juni 2008 |      |        |        | Wettengel Rugby Field, Dededo |

| 2. Juli 2008 | Brunei | 0 : 101 | Philippinen | Wettengel Rugby Field, Dededo |
| 2. Juli 2008 |        |         |             | Wettengel Rugby Field, Dededo |

| 5. Juli 2008 | Guam | 8 : 20 | Philippinen | Wettengel Rugby Field, Dededo |
| 5. Juli 2008 |      |        |             | Wettengel Rugby Field, Dededo |

### Zentralasien
|    | Land        | Spiele | Siege | Unent. | Ndlg. | Spiel- punkte | Diff. | Punkte |
| -- | ----------- | ------ | ----- | ------ | ----- | ------------- | ----- | ------ |
| 1. | Iran        | 2      | 2     | 0      | 0     | 38:22         | + 16  | 10     |
| 2. | Usbekistan  | 2      | 0     | 1      | 1     | 21:23         | − 2   | 3      |
| 3. | Kirgisistan | 2      | 0     | 1      | 1     | 31:45         | − 14  | 3      |

5 Punkte für Sieg, 3 Punkte für Unentschieden, 1 Bonuspunkt bei vier oder mehr Versuchen, 1 Bonuspunkt bei Niederlage mit weniger als sieben Zählern Differenz.
Ergebnisse
| 5. Oktober 2008 | Kirgisistan | 16 : 30 | Iran | Spartak-Stadion, Bischkek |
| 5. Oktober 2008 |             |         |      | Spartak-Stadion, Bischkek |

| 8. Oktober 2008 | Iran | 8 : 6 | Usbekistan | Spartak-Stadion, Bischkek |
| 8. Oktober 2008 |      |       |            | Spartak-Stadion, Bischkek |

| 10. Oktober 2008 | Kirgisistan | 15 : 15 | Usbekistan | Spartak-Stadion, Bischkek |
| 10. Oktober 2008 |             |         |            | Spartak-Stadion, Bischkek |

### Andere Regionen
Ein geplantes Turnier mit Katar, Macau und der Mongolei wurde nicht durchgeführt.